# کشتار حیوانات خانگی بریتانیا
کشتار حیوانات خانگی بریتانیا رویدادی در سال ۱۹۳۹ در بریتانیا بود که در آن بیش از ۷۵۰٬۰۰۰ حیوان خانگی در جریان آماده‌سازی‌ها برای کمبود غذا در طول جنگ جهانی دوم کشته شدند.

## زمینه

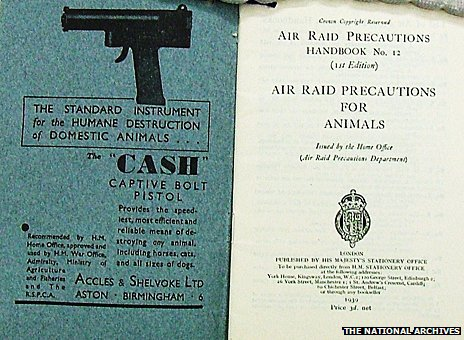
پیشنهاد به صاحبان حیوانات

در سال ۱۹۳۹، دولت انگلیس کمیته ملی احتیاطات حمله هوایی برای حیوانات (NARPAC) را تشکیل داد تا تصمیم بگیرد پیش از شروع جنگ با حیوانات خانگی چه کند. این کمیته نگران بود که وقتی دولت تصمیم به جیره‌بندی مواد غذایی بگیرد، صاحبان حیوانات خانگی بخواهند سهمیه خود را با حیوانات خانگی تقسیم کنند یا آن‌ها حیوانات را رها کنند تا گرسنگی بکشند. کمیته در پاسخ به این نگرانی، یک راهنما را تحت عنوان «پیشنهاد به صاحبان حیوانات» منتشر کرد. این راهنما پیشنهاد انتقال حیوانات خانگی از شهرهای بزرگ به حومه را می‌داد. این راهنما در پایان با این جمله پایان می‌یافت که «اگر نتوانید آن‌ها را تحت مراقبت همسایگان قرار دهید، واقعاً نابودی آن‌ها بسیار مهربانانه است.» این راهنما همچنین حاوی تبلیغاتی برای یک تپانچه پیچ‌دار دستگیری بود که می‌توانست برای کشتار انسانی حیوانات خانگی مورد استفاده قرار گیرد.

## رخداد
هنگامی که در سال ۱۹۳۹ اعلام جنگ شد، بسیاری از صاحبان حیوانات خانگی به کلینیک‌های جراحی حیوانات خانگی و خانه‌های حیوانات هجوم آوردند تا از حیوانات خانگی خود هومرگ کنند. بسیاری از گروه‌های دامپزشکی مانند PDSA و RSPCA با این اقدامات شدیداً مخالف بودند، اما در چند روز اول بیمارستان‌های آن‌ها مورد هجوم صاحبان حیوانات خانگی قرار می‌گرفت. ماریا دیکین، بنیانگذار PDSA، در این مورد گزارش داد: «افسران فنی ما که برای انجام این وظیفه ناخوشایند فراخوانده شده‌اند، هرگز فاجعه آن روزها را فراموش نخواهند کرد.»
هنگامی که لندن در سپتامبر ۱۹۴۰ بمباران شد، صاحبان حیوانات خانگی بیشتری برای کشتار آن‌ها به مراکز کشتار هجوم بردند. «مردم نگران تهدید به بمباران و کمبود غذا بودند و داشتن تجملاتی حیوان خانگی را در زمان جنگ نامناسب می‌دانستند.»

### مخالفت
خانه سگ‌ها و گربه‌های بترسی در طی جنگ برخلاف این روند موفق به تغذیه و مراقبت از ۱۴۵٬۰۰۰ سگ شد و زمینی را در ایلفورد به عنوان گورستان حیوانات اهلی مهیا کرد "که در آن حدود ۵۰۰٬۰۰۰ حیوان، بیشتر مربوط به هفته اول جنگ، دفن شده‌اند ". یکی از مخالفان مشهور کشتار حیوان خانگی، نینا داگلاس-همیلتون ، دوشس همیلتون، عاشق گربه‌ها بود و علیه این کشتارها مبارزه می‌کرد. او حتی یک پناهگاه را در فرن با هزینه شخصی خود برای حیوانات ایجاد کرده بود.

## پیامد
برآوردها می‌گویند بیش از ۷۵۰٬۰۰۰ حیوان خانگی در طول این رویداد کشته شده‌اند. بسیاری از صاحبان حیوانات خانگی، پس از غلبه بر ترس از بمباران و کمبود غذا، از کشتن حیوانات خانگی خود پشیمان شدند و دولت را به دلیل شروع هیستری مقصر می‌دانستند.
نویسنده‌ای به نام هیلدا کین در سال ۲۰۱۷ کتابی با عنوان کشتار بزرگ گربه و سگ را منتشر کرد که این داستان را از منظر تاریخی روایت می‌کند.